# 六義園

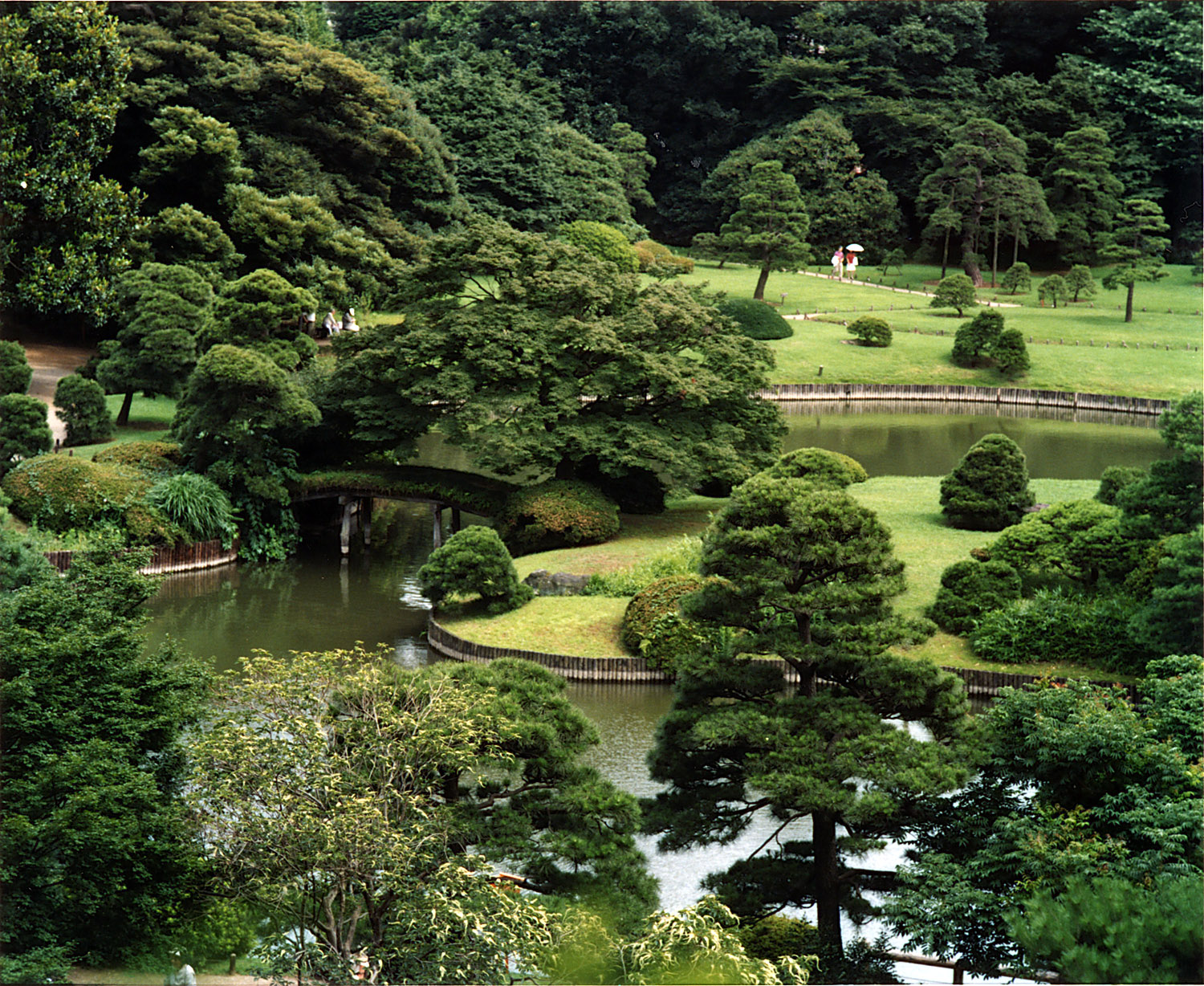
初夏的六義園

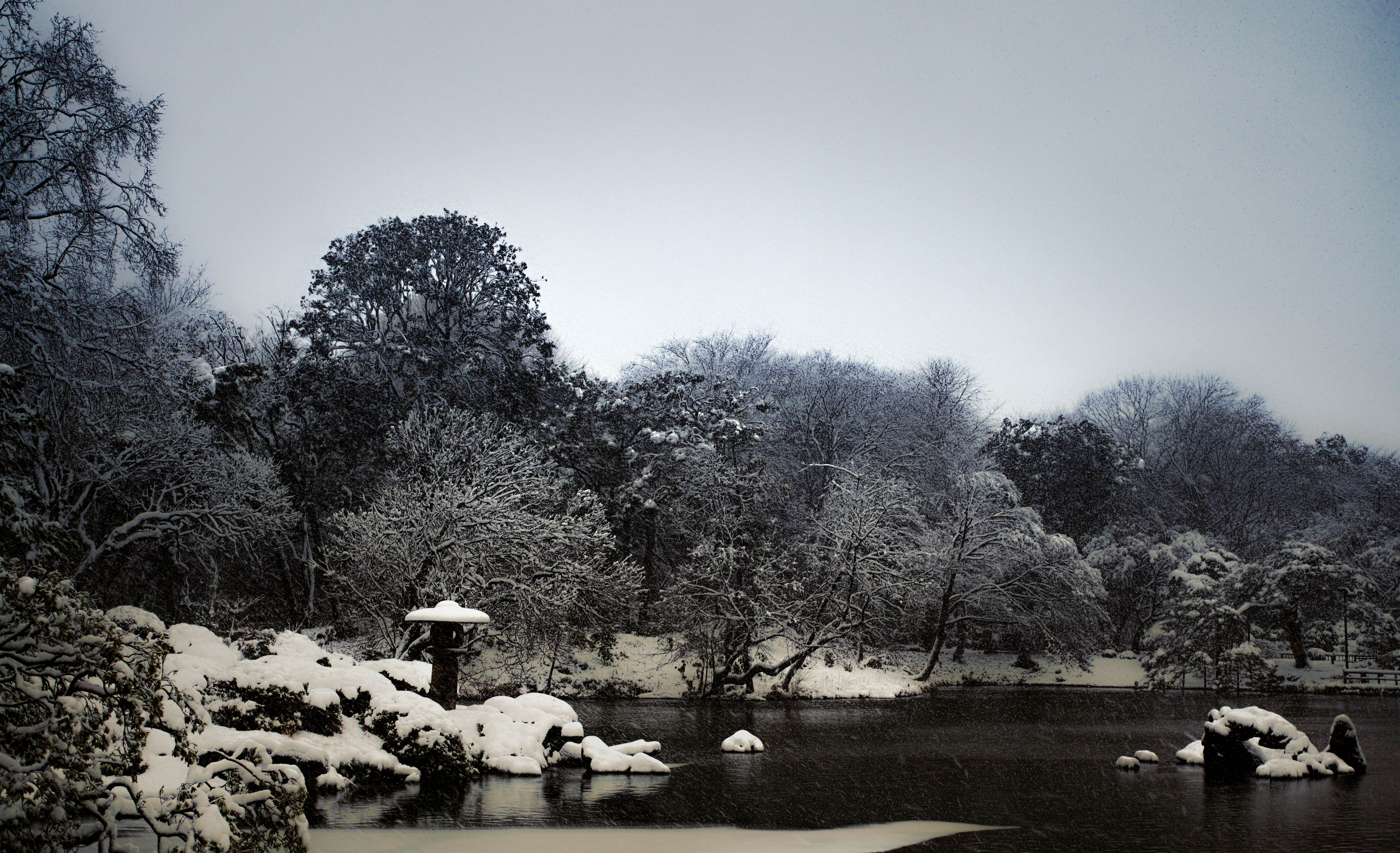
大雪的蓬萊島

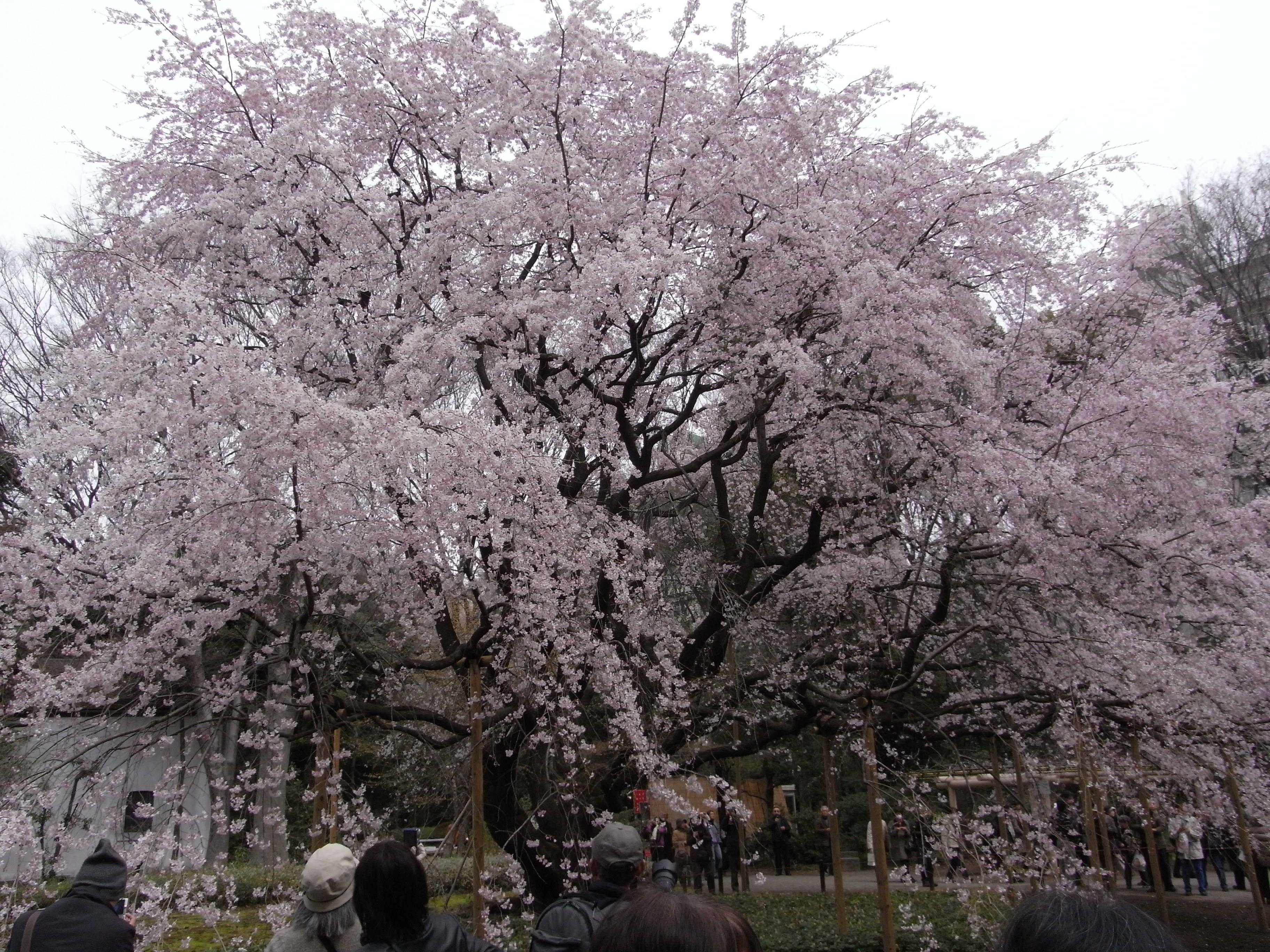
庭院入口处枝垂樱盛开的景象

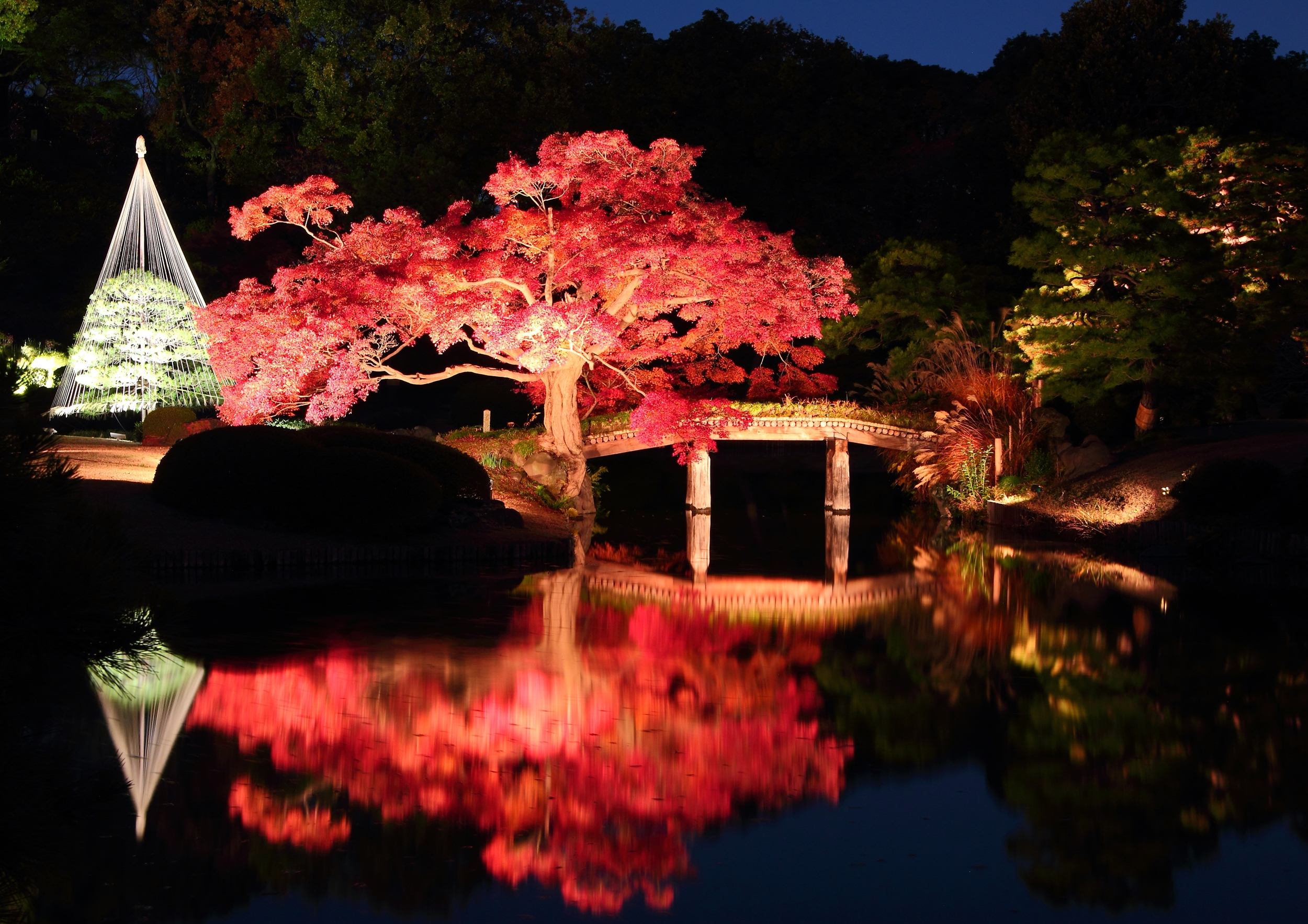

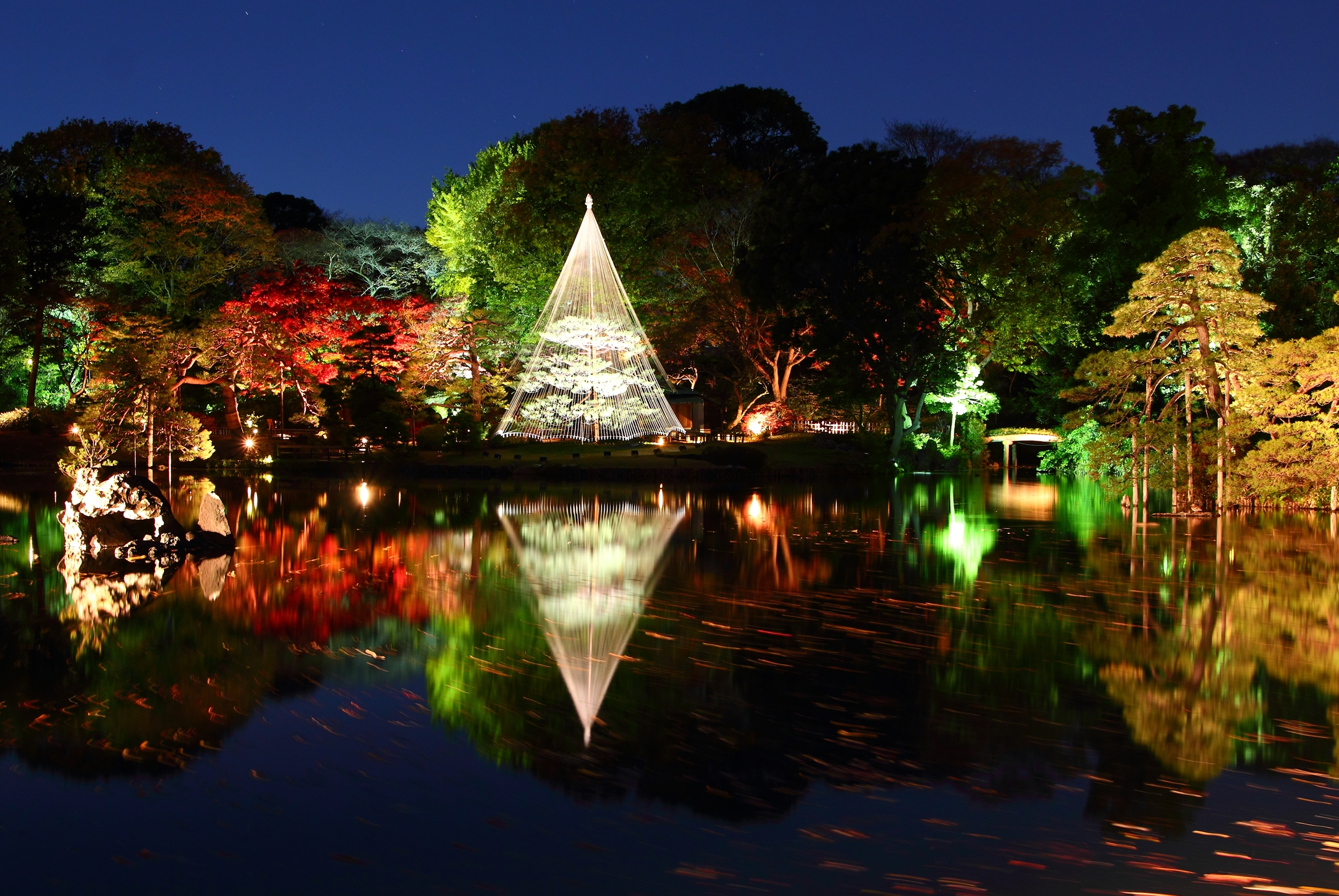

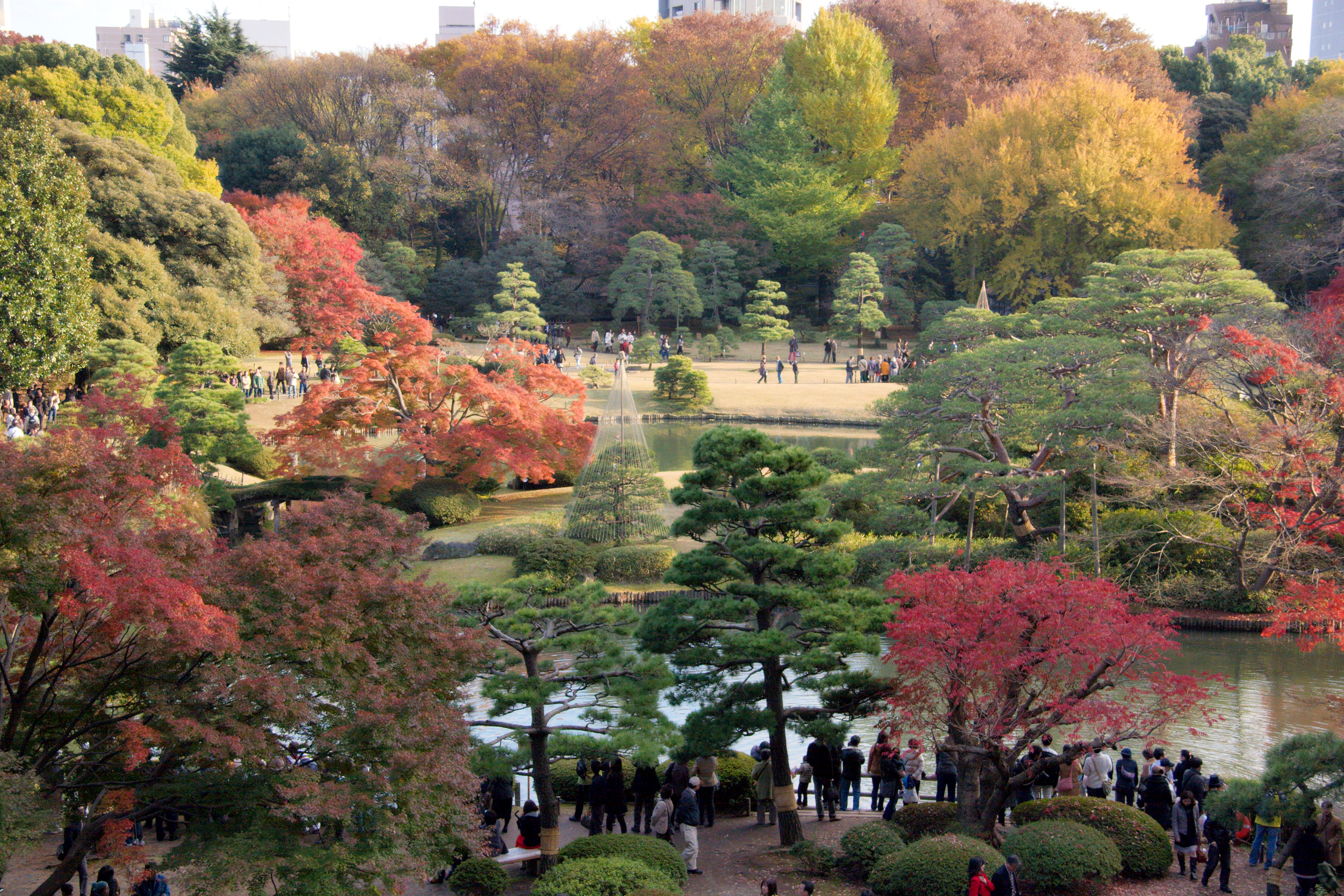

六義園（日语：／ Rikugi-en */?）是日本東京都文京區本駒込六丁目的都立庭園。

## 沿革
六義園是江戶幕府五代將軍德川綱吉側用人柳澤吉保在中屋敷打造的大名庭園。元祿八年（1695年），拜領加賀藩舊下屋敷的柳澤在約2萬7千坪的土地上花費七年時間造山、引入千川上水水源造池，完成此座回遊式築山泉水庭園。
「六義園」的名稱是來自紀貫之《古今和歌集》序文的和歌六體「六義」（むくさ）。柳澤本身對和歌造詣極深，期望將六義園打造成《古今和歌集》所描述的庭園，並以紀州和歌浦美景與和歌書寫的名勝風景命名園內景觀為「六義園八十八境」。
1701年（元祿14年），將軍綱吉之母桂昌院來訪六義園，將軍綱吉也前後到訪十數次。除了吉保的寵臣地位，也可見此庭園在當時的極高評價。
原為甲斐甲府藩主的柳澤家，在吉保之子吉里時代的享保9年（1724年）轉封大和郡山，六義園仍作為柳澤家下屋敷持續至幕末。雖然隨著時間逐漸失修，但進入明治時期前卻沒有被江戶時常發生的火災所毀壞。
明治初年，三菱財閥創業者岩崎彌太郎購入六義園，整頓自維新後荒廢的庭園，並在周邊建造紅磚牆。之後成功挺過關東大震災，1938年（昭和13年）捐贈給東京市，開放一般民眾付費參觀。東京大空襲亦未成為目標，順利保留造園當時景色的六義園在1953年（昭和28年）指定為特別名勝。
1972年4月，作為都立公園免費化的一環，六義園開放免費參觀。然而，遊客盜走鴨、家鴨、錦鯉等物品，造成園內秩序惡化。之後與其他公園重新恢復收費。

## 特色
六義園以杜鵑花聞名，「說到駒込就是杜鵑綻開之街」（駒込と言えばツツジの花の咲く街），是此地象徵性的存在。庭園入口附近的枝垂櫻也是著名賞櫻景點。草皮維護也十分完備，是都內頗具代表性的日本庭園。
- 內庭大門
- 出潮之港（出汐之湊）
- 妹山、背山
- 臥龍石
- 蓬萊島
- 石柱
- 觀瀑茶屋（滝見之茶屋）
- 杜鵑茶屋（躑躅茶屋）
- 藤代嶺（藤代峠）
- 蛛道
- 渡月橋

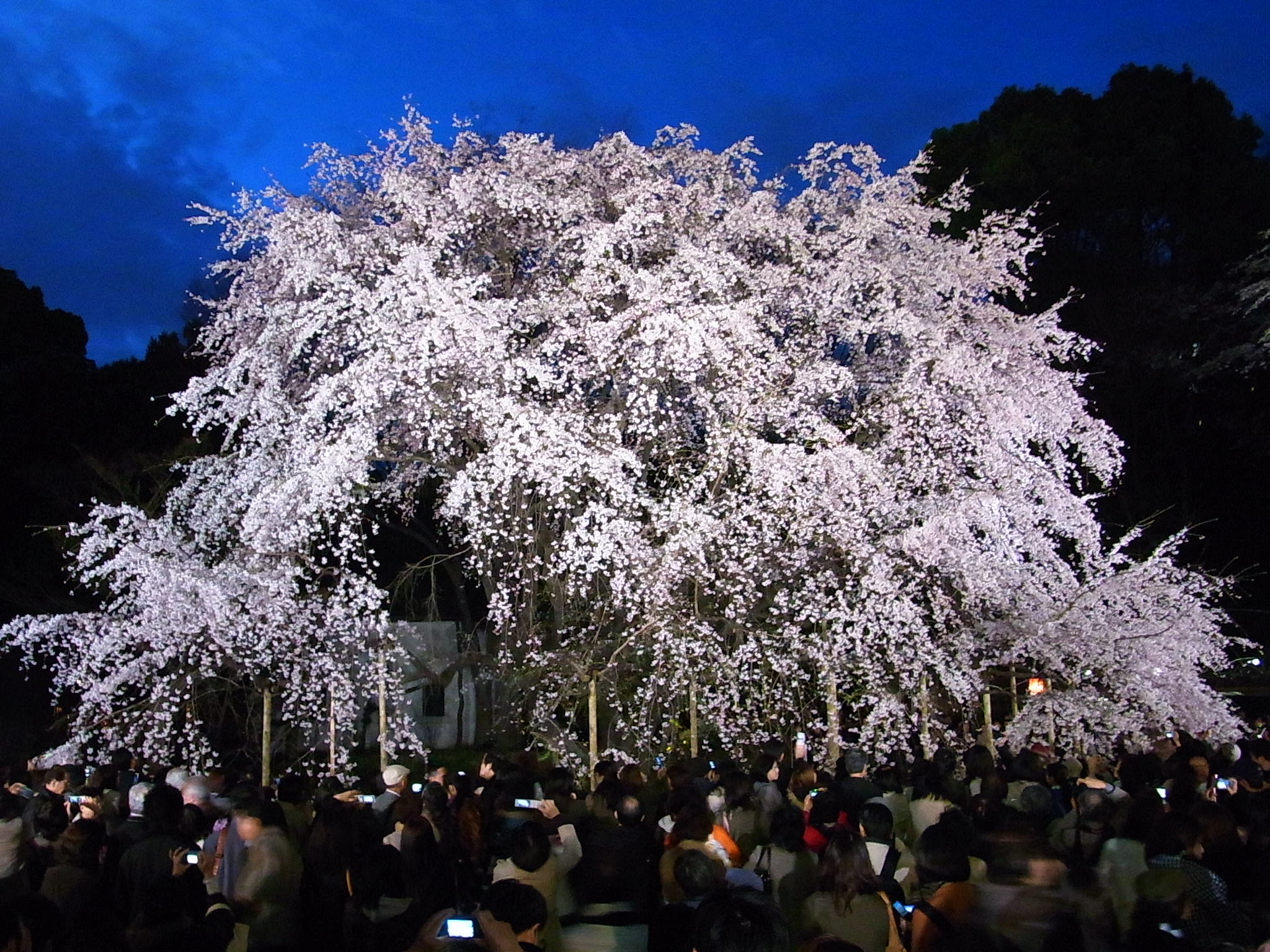
夜晚的枝垂櫻（2010年4月1日）
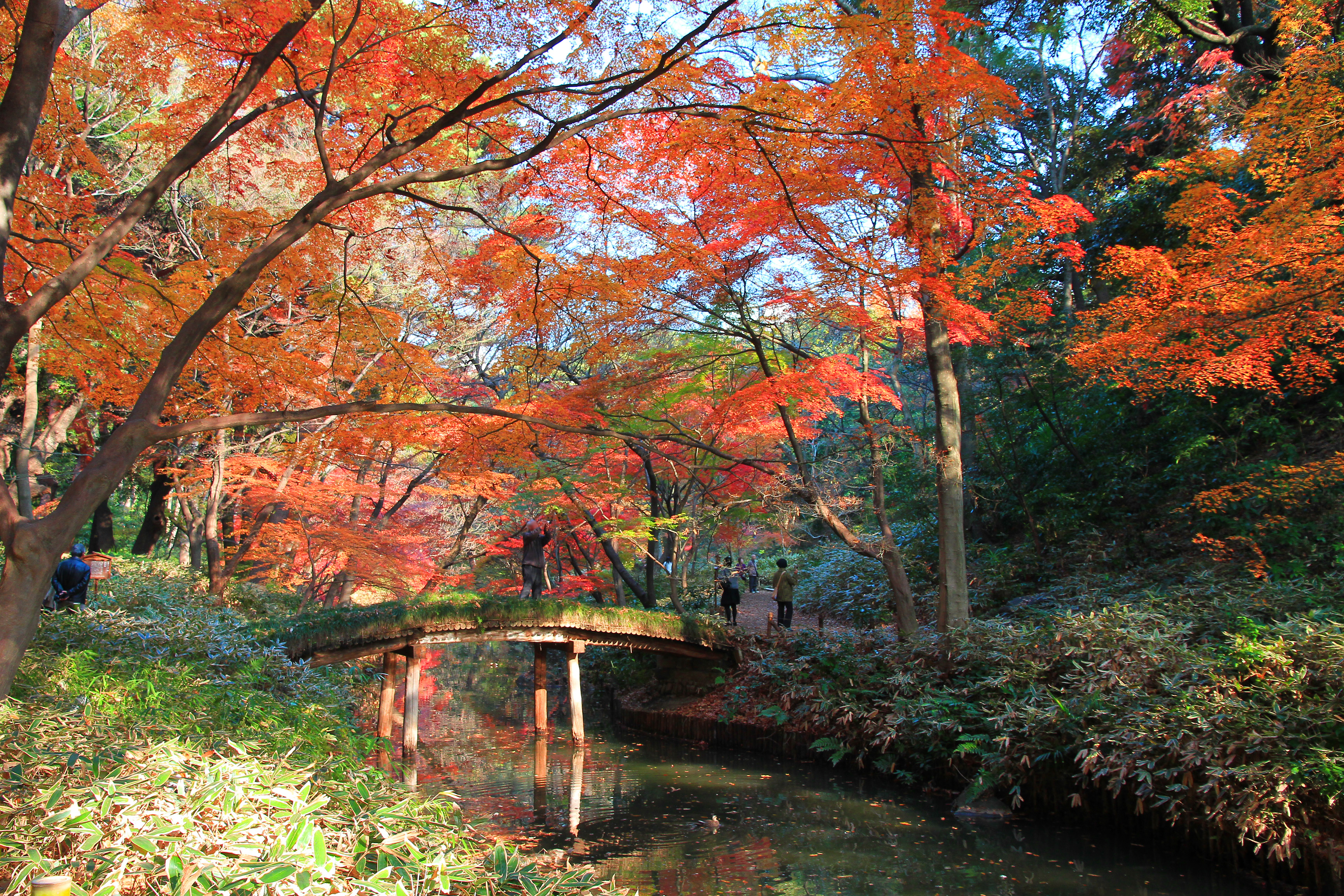
山陰橋（やまかげばし）
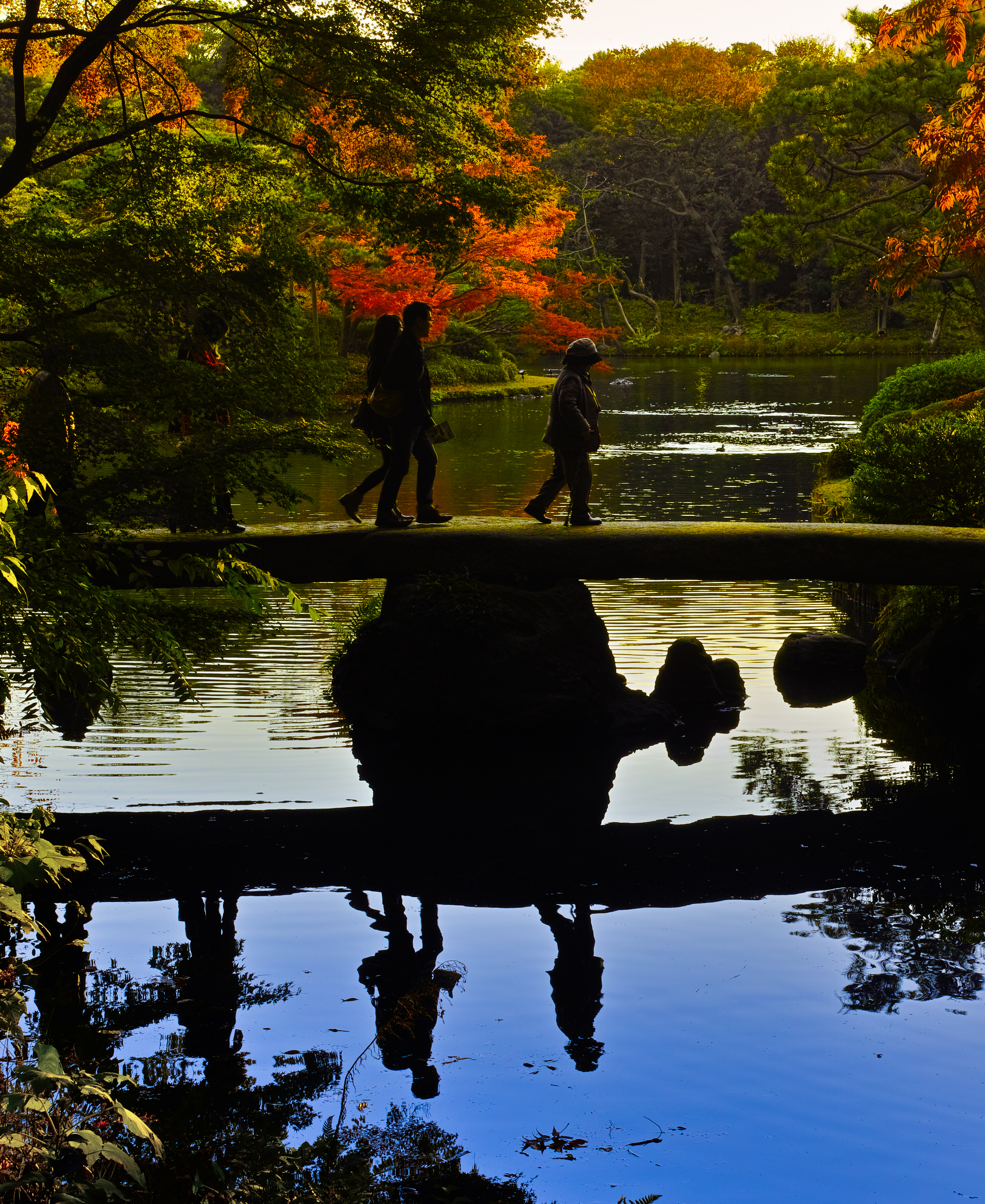
晩秋的渡月橋
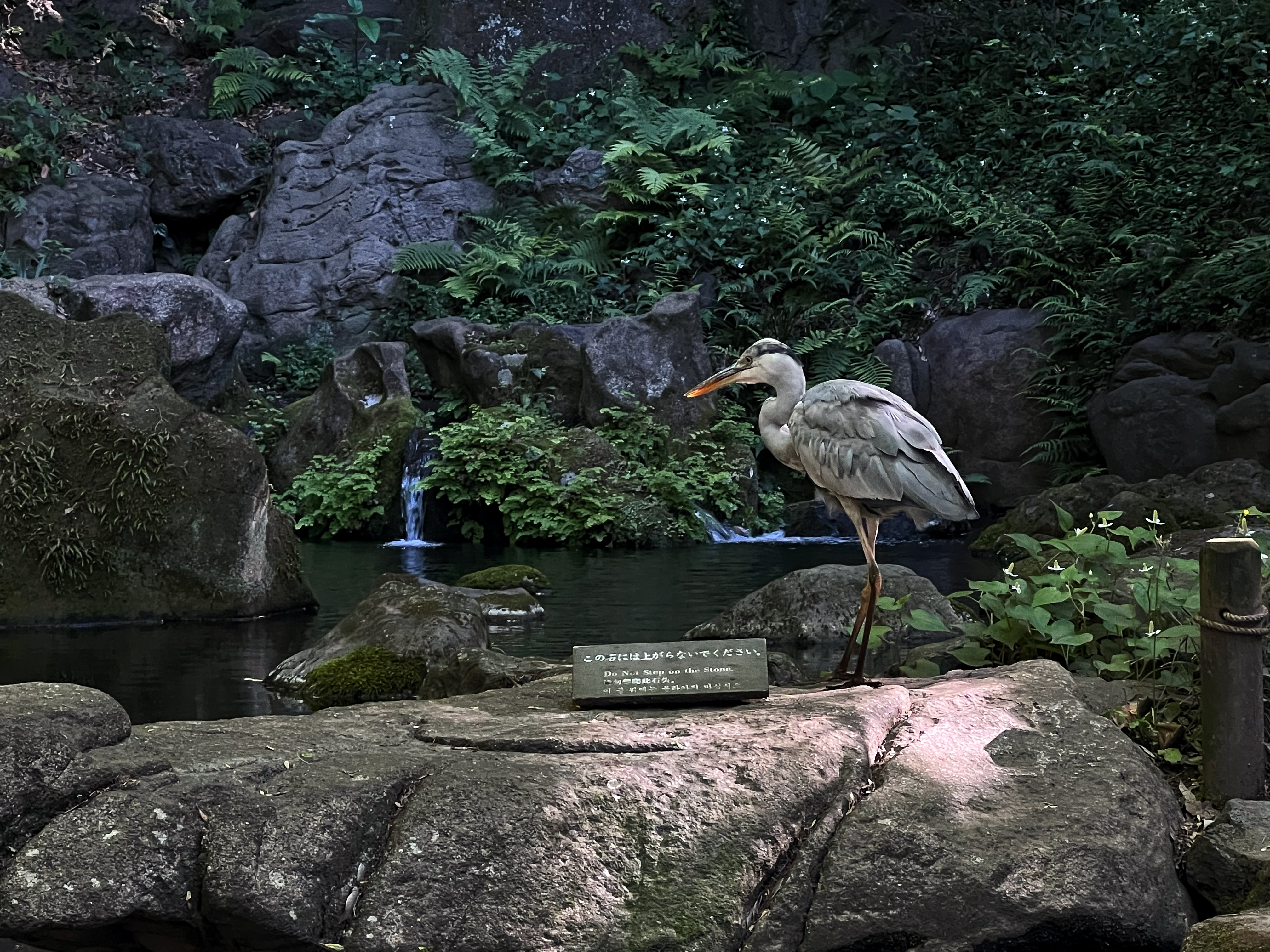
池塘边的苍鹭

## 庭園資訊
- 所在地：東京都文京區本駒込6丁目
- JR山手線或東京地下鐵南北線駒込站步行7分。
- 旺季[7]開放車站正面的染井門。
- 都營地下鐵三田線千石站步行10分。
- 開園時間：9:00～17:00（入園截止至16:30）。
- 停車場：無。

## 活動
櫻花與紅葉時期有夜間點燈。
- 3月下旬：正門附近的枝垂櫻
- 11月下旬～12月上旬：紅葉

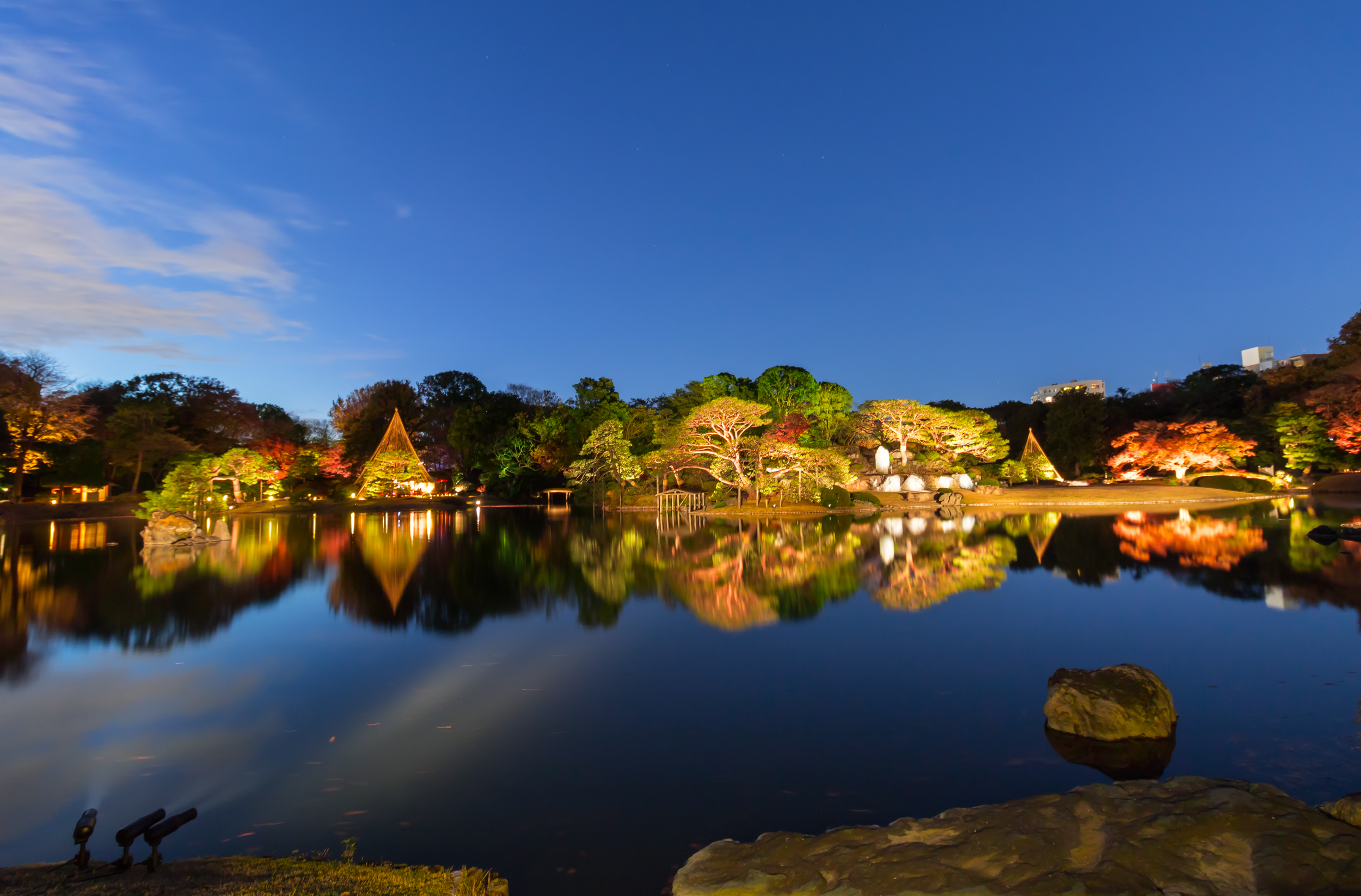
中之島
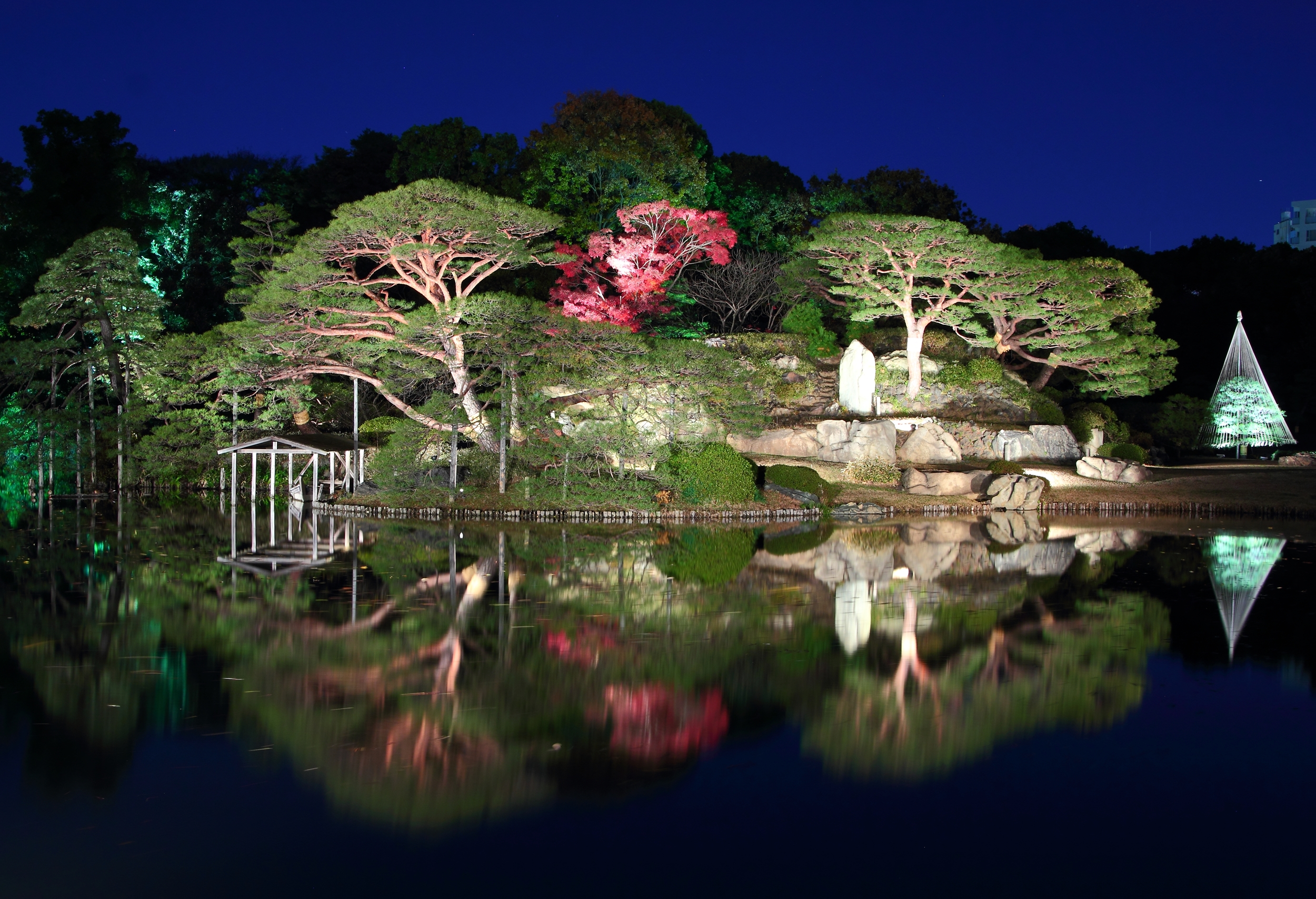
妹山
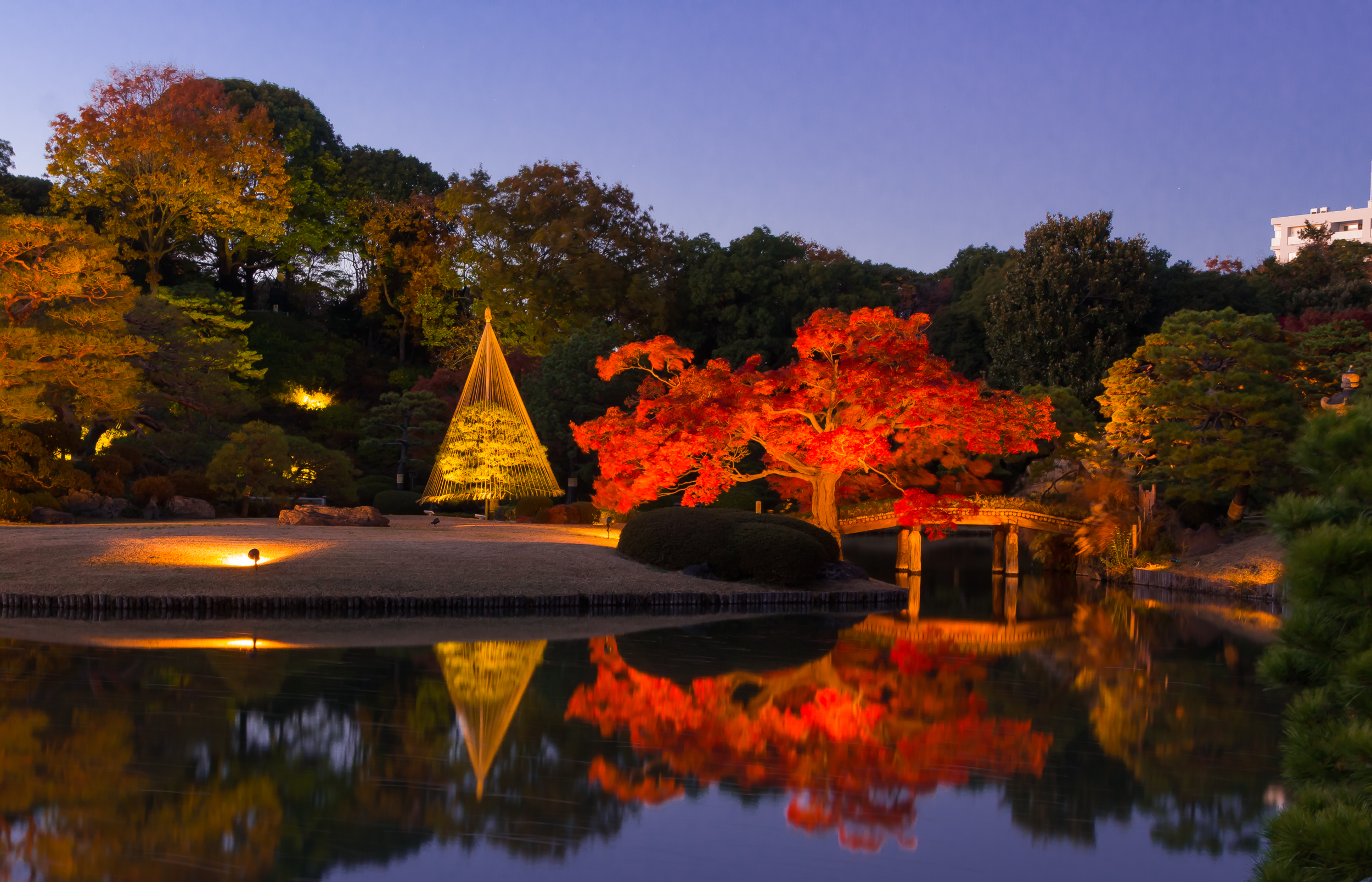
田鶴橋
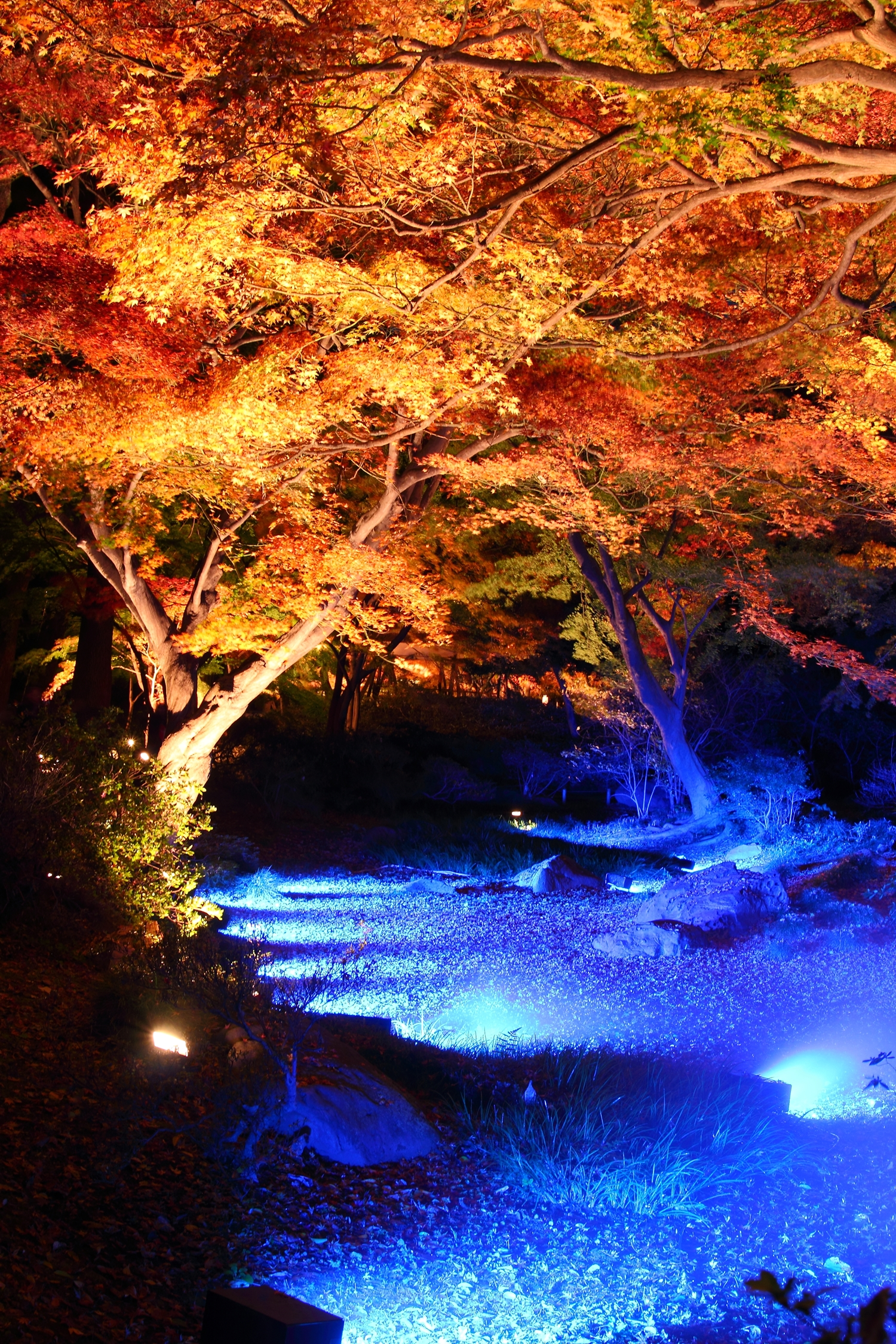
LED演出的水香江

## 備註
1. ↑  「六義」源自於《詩經》體裁「風」、「雅」、「頌」與表現手法「賦」、「比」、「興」。紀貫之引用來表示和歌六體。
2. ↑  柳沢吉保『六義園記』（1704年）、島内景二『六義園記注解』（2009年）
3. ↑  白幡洋三郎『大名庭園』講談社　1997年　p.71
4. ↑  竜居松之助『日本庭園史話』大東出版社　1943年　p.211
5. ↑  當時將軍世子、之後的六代將軍德川家宣，與紀州藩主、之後的八代將軍德川吉宗也曾多次到訪六義園。
6. ↑  「都立公園 無料化が裏目に」『朝日新聞』昭和47年（1972年）6月19日朝刊、24面
7. ↑   3月下旬的枝垂櫻、黃金周的杜鵑花季、11月下旬～12月上旬的紅葉期等。

## 外部連結
- 六義園 （页面存档备份，存于）（東京都建設局公園緑地部）
- 擁有小山與大池的明亮庭園 六義園 （页面存档备份，存于）（東京都公園協會／公園へ行こう！）

- https://www.tokyo-park.or.jp/teien/contents/index031.html 國家指定特別名勝 六義園] （页面存档备份，存于）（東京都公園協会／庭園に行こう。）